# Lin Hwai-min

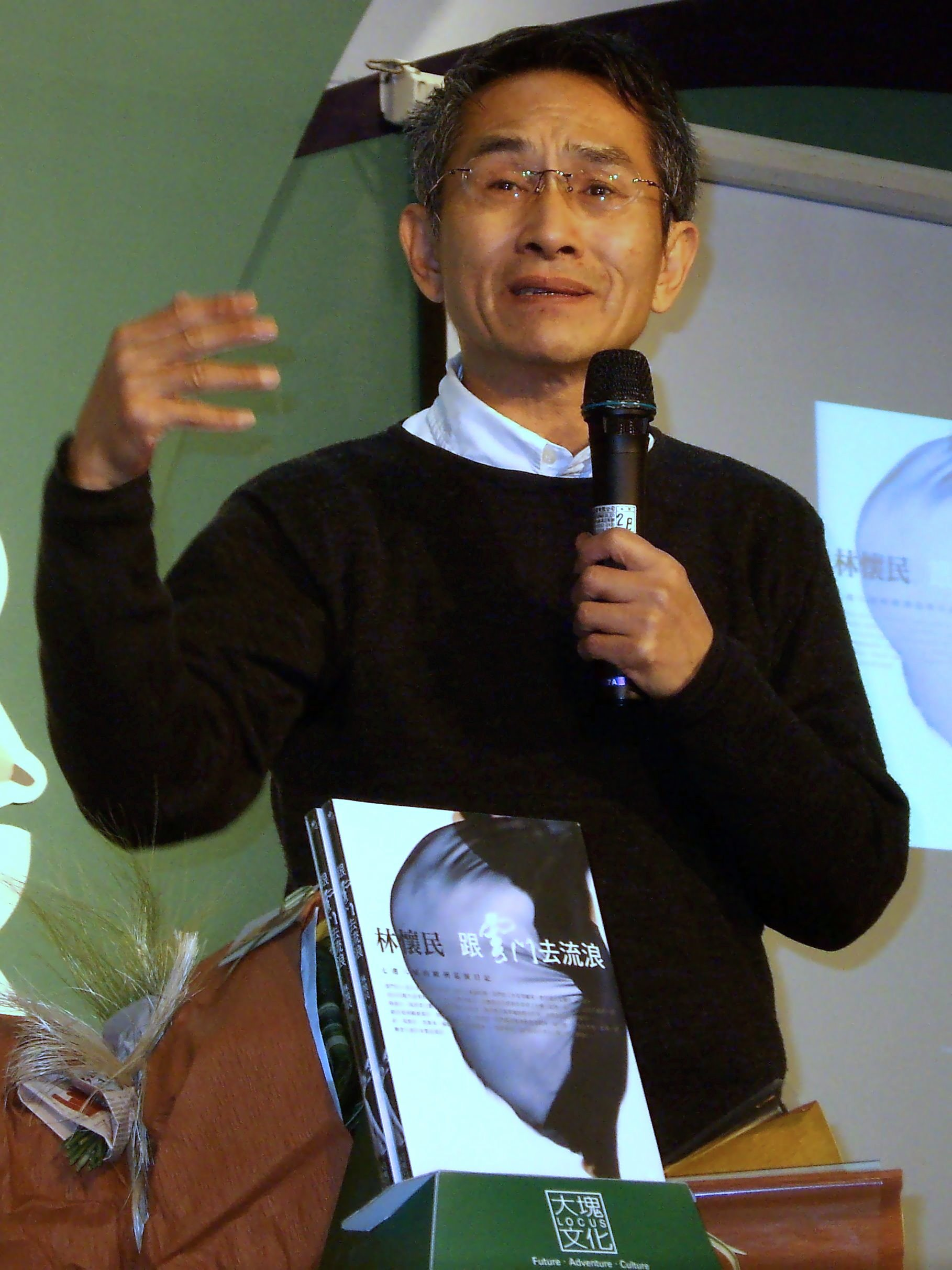
Lin Hwai-min auf der Internationalen Buchmesse in Taipeh 2008

Lin Hwai-min (chinesisch 林懷民, Pinyin Lín Huáimín, * 19. Februar 1947 in Chiayi, Taiwan) ist ein taiwanischer Tänzer, Choreograph und Schriftsteller. Er ist der Gründer des Cloud Gate Dance Theatre.

## Leben
1947 wurde er in der Gemeinde Xingang (新港鄉) im Ortsteil Chiayi (嘉義區, damals Landkreis Tainan, heute Landkreis Chiayi) auf Taiwan geboren. Seine familiären Wurzeln liegen in Fujian. Sein Urgroßvater Lin Weichao stammte aus Longxi bei Zhangzhou (漳州) und hatte im Jahre 1887 (Jahr 13 der Ära Guangxu zur Zeit des Qing-Kaiserreichs) das Lizentiat (Xiucai) bestanden. Sein Großvater Lin Kaitai war ein in Japan ausgebildeter Arzt, sein Vater Lin Jinsheng der erste Landrat des Kreises Chiayi.
1961 besuchte Lin Hwai-min mit 14 Jahren die Erste Mittelschule in Taichung. In jenem Jahr kam die amerikanische Tanzkompanie von José Limón nach Taiwan und weckte Lin Hwai-mins Interesse am Modern Dance. In jene Zeit fallen auch erste schriftstellerische Versuche, eine der großen Zeitungen, die United Daily News, druckte seine Erzählung „Kinderlied“ (Erge). Mit dem Honorar besuchte er einen ersten zweimonatigen Tanzkurs. Im nächsten Jahr wechselte er auf die Weidao High School und bestand 1965 die Universitätseingangsprüfung. Lin Hwai-min schrieb sich an der Juristischen Fakultät der Chengchi-Nationaluniversität in Taipeh ein. Im darauffolgenden Jahr wechselte er von Jura zu Journalistik und begann gleichzeitig mit unregelmäßigem Tanztraining, u. a. bei dem in Amerika ausgebildeten Tänzer Huang Zhongliang (黃忠良). 1967 führte der taiwanische Tänzer Wang Renlu (王仁璐) bei einer Aufführung in Taipehs Zhongshan Hall erstmals modernen Tanz nach Martha Graham ein. Lin war von Grahams moderner Choreographie fasziniert und wollte ihre Tanztechnik studieren. 1969 veröffentlichte er mit 22 Jahren die Erzählung Chan (蟬, Titel der englischen Übersetzung: Cicada) und ging nach dem Examen an die University of Missouri, um dort ein Masterstudium in Journalistik aufzunehmen. Gleichzeitig trainierte er an der universitären Tanzschule Modern Dance und lernte bei Martha Graham und Merce Cunningham. 1972 schloss er sein Studium am Institut für Englische Literatur im Writers’ Workshop der University of Iowa mit einem Master of Fine Arts ab. Im darauffolgenden Jahr kehrte er nach Taipeh zurück und gründete die erste Modern Dance-Tanzkompanie Taiwans, das Cloud Gate Dance Theatre.
1980 bekam er den sechsten Nationalen Kunstpreis Taiwans (National Award for Arts in Taiwan) und den dritten Wu Sanlian-Kunstpreis. Mit 36 Jahren gründete er 1983 das Department of Dance an der Taipei National University of the Arts. 1986 wurde ihm der Preis für sein Lebenswerk in der Kategorie Asiatischer Künstler vom New York City Department of Culture verliehen. Die Bücher Shuo wu (說舞, „Über Tanz“) und Ca jian er guo (擦肩而過, „Im Vorbeigehen berührt“) erschienen 1993 im Yuanliu-Verlag Taipeh. 1996 folgte ein Aufenthalt an der Oper Graz, wo die Oper Rashomon entstand. Lin Hwai-min wurde 1997 Ehrenmitglied der Hong Kong Academy for Performing Arts. Mit 53 wurde ihm 1999 der auch als „asiatischer Nobelpreis“ bekannte Ramon Magsaysay Award verliehen. In Kambodscha half er Tänzern beim Entwurf eines Lehrplans für traditionellen Tanz und rettete so Khmer-Tänze vor dem Vergessen. 2000 wurde Lin von der Zeitschrift Dance Europe zu den „Großen Choreographen des 20. Jahrhunderts“ gewählt. Die Zeitschrift Ballet International wählte ihn im gleichen Jahr zur "Persönlichkeit des Jahres". Lin Hwai-min wurde 2002 Ehrendoktor der Chiao-Tung-Nationaluniversität, 2006 Ehrendoktor der Nationaluniversität Taiwan. Der Discovery Channel zeigte 2005 die Dokumentation Portraits Taiwan: Lin Hwai-min. Am 12. Mai 2009 wurde er auf dem Movimentos-Tanzfestival für sein Lebenswerk ausgezeichnet.

## Werke

### Choreographien
- 1974 – Han Shih (Han shi 寒食)
- 1975 – The Tale of the White Serpent (Bai she zhuan 白蛇傳)
- 1978 – Legacy (Xin chuan 薪傳)
- 1979 – Liao Tien Ting (Liao Tianding 廖添丁)
- 1983 – The Dream of the Red Chamber / Der Traum der roten Kammer (Honglou meng 紅樓夢)
- 1985 – Dreamscape (Meng tu 夢土)
- 1984 – The Rite of Spring (Chun zhi jili 春之祭禮) und Taipei, 1984 (Taibei 1984 台北一九八四)
- 1991 – My Nostalgia, My Songs (Wo de xiangchou, wo de ge 我的鄉愁，我的歌)
- 1993 – Nine Songs (Jiu ge 九歌)
- 1994 – Songs of the Wanderers (Langman zhe zhi ge 流浪者之歌)
- 1997 – Portrait of the Families (Jiazu hechang 家族合唱)
- 1998 – Moon Water (Shui yue 水月)
- 1999 – Fen song („Brennende Kiefer“ 焚松)
- 2001 – Bamboo dream (Zhu meng 竹夢)
- 2001 – Cursive (Xingcao 行草)
- 2002 – Smoke (Yan 烟)
- 2003 – Cursive II (Xingcao er 行草　貳)
- 2004 – Wind Shadow (Fengjing 風景)
- 2005 – Wild Cursive (Kuangcao 狂草)
- 2006 – White (Bai 白) und „Formosa“ (Meilidao 美麗島)
- 2008 – Whisper of Flowers (Hua yu 花語)

### Ins Deutsche übersetzte Erzählungen
- Abschied von der Heimat (1970), aus dem Chinesischen von Raoul David Findeisen; in: Der ewige Fluß. Chinesische Erzählungen aus Taiwan. Herausgegeben von Kuo Heng-yü. Minerva-Publikation, München 1986, ISBN 3-597-10465-7.[4]

### Bücher
- Cicada. Übersetzt von Timothy Ross und Lorraine S. Y. Lieu. In: Joseph S. M. Lau (Hrsg.): Chinese Stories From Taiwan: 1960–1970. 1. Auflage. Columbia University Press, New York 1976, ISBN 0-231-04007-5, S. 243–319 (archive.org, eingeschränkte Vorschau in der Google-Buchsuche, englisch).

### Opern
- Rashomon, 1996 (Oper Graz)
- Tosca

## Filme
- Lin Hwai-min – Wanderer zwischen den Welten. (Alternativtitel: Lin Hwai-min – Interface between worlds.) Dokumentarfilm, Deutschland, 2008, 45 Min., Regie: Jean Christophe Blavier, Produktion: moving-angel, Erstsendung: 2. Mai 2009 im ZDFtheaterkanal, Filminformationen von Crew United.
- Bamboo Dream, Produktion: ClassicalTV, Online-Video. [Memento vom 7. September 2011 im Internet Archive; Video], alternativ Marquee.TVoder Bamboo Dream: Cloud Gate Dance Theatre of Taiwan auf YouTube, 13. Februar 2018 (Laufzeit: 60 min 3 s).
- Moon Water, Produktion: ClassicalTV, Online-Video. [Memento vom 29. Dezember 2010 im Internet Archive; Video], alternativ Classica.Stingray.com oder Moon Water: Cloud Gate Dance Theatre of Taiwan (2002) auf YouTube, 13. Februar 2018 (Laufzeit: 7 min 21 s).